# Hugo von Hofmannsthal
Hugo Laurenz August Hofmann, Edler von Hofmannsthal, zwany Hugo von Hofmannsthal (ur. 1 lutego 1874 w Wiedniu; zm. 15 lipca 1929 w Rodaun koło Wiednia) – austriacki pisarz, poeta i dramaturg epoki modernizmu. Przedstawiciel symbolizmu i secesji w literaturze niemieckojęzycznej.
Pochodził z rodziny szlacheckiej o korzeniach czeskich, żydowskich i lombardzkich. Pierwsze wiersze opublikował w wieku 16 lat. Studiował prawo, a następnie romanistykę na uniwersytecie w Wiedniu. W tym czasie wydał dramat Śmierć Tycjana, potem Szaleniec i śmierć.
Przeżył fascynację psychoanalizą Freuda i ideami Nietzschego. Od 1909 współpracował z Richardem Straussem, pisząc libretta do jego oper. W 1920 wraz z Maxem Reinhardtem wznowił tradycję festiwalu muzyki i teatru w Salzburgu.
Zmarł na udar mózgu w swoim domu pod Wiedniem (Hofmannsthal-Schlössl) w dniu pogrzebu swojego młodszego syna, Franza, który zginął śmiercią samobójczą kilka dni wcześniej. Jego córka Christane wyszła za Heinricha Zimmera.

## Dzieła

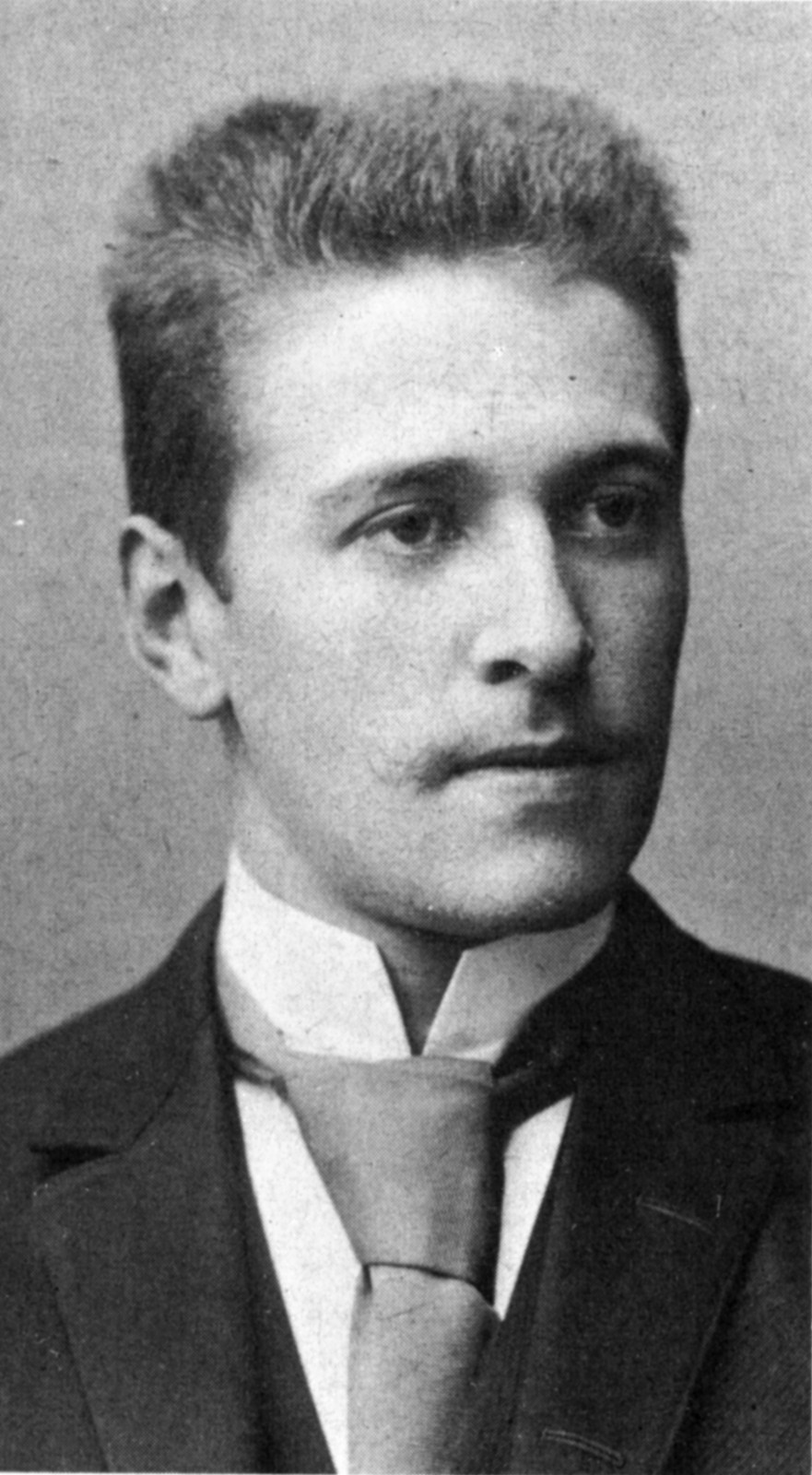
Hugo von Hofmannsthal w wieku 19 lat, 1893.

### Dramaty
- 1892 - Der Tod des Tizian (Śmierć Tycjana)
- 1893 - Idylle
- 1894 - Der Tor und der Tod (Szaleniec i śmierć)
- 1900 - Das Bergwerk zu Falun
- 1904 - Elektra
- 1906 - Ödipus und die Sphinx
- 1911 - Jedermann
- 1921 - Der Schwierige
- 1922 - Das Salzburger Große Welttheater
- 1923/25 - Der Turm
- 1923 - Der Unbestechliche
- 1927 - Der Turm

### Libretta
- 1908 - Elektra
- 1911 - Der Rosenkavalier
- 1912 - Ariadne auf Naxos
- 1913 - Die Frau ohne Schatten
- 1928 - Die ägyptische Helena
- 1929 - Arabella

### Opowiadania i zmyślone rozmowy
- 1895 - Das Märchen der 672. Nacht
- 1899 - Reitergeschichte
- 1900 - Erlebnis des Marschalls von Bassompierre
- 1902 - Ein Brief
- 1903 - Das Gespräch über Gedichte
- 1907 - Die Wege und die Begegnungen
- 1907-08 - Die Briefe des Zurückgekehrten
- 1910 - Lucidor. Figuren zu einer ungeschriebenen Komödie
- 1911 - Das fremde Mädchen
- 1919 - Die Frau ohne Schatten
- 1925 - Reise im nördlichen Afrika

### Powieści
- 1907-1927 – Andreas oder Die Vereinigten (fragment)

### Eseje, przemowy i kawałki prozy
- 1891 - Zur Physiologie der modernen Liebe
- 1896 - Poesie und Leben
- 1914 - Appell an die oberen Stände
- 1915 - Krieg und Kultur
- 1915 - Wir Österreicher und Deutschland
- 1917 - Preuße und Österreicher
- 1922-27 - Neue Deutsche Beiträge
- 1907 - Der Dichter und diese Zeit
- 1916 - Österreich im Spiegel seiner Dichtung
- 1917 - Die Idee Europa
- 1922 - Gedichte
- 1926 - Früheste Prosastücke
- 1927 - Wert und Ehre deutscher Sprache
- 1927 - Das Schrifttum als geistiger Raum der Nation

## Opracowania na temat Hofmannsthala
- Volke, Werner: Hugo von Hofmannsthal in Selbstzeugnissen und Bilddokumenten. Reinbek b. Hamburg: Rowohlt 1977.
- Koch, Hans-Albrecht: Hugo von Hofmannsthal. Darmstadt: Wiss. Buchges. 1989.
- Renner, Ursula (Hrsg.): Hugo von Hofmannsthal: Freundschaften und Begegnungen mit deutschen Zeitgenossen. Würzburg: Königshausen und Neumann 1991.
- Mayer, Mathias: Hugo von Hofmannsthal. Stuttgart; Weimar: Metzler 1993.
- Koopmann, Helmut: Deutsche Literaturtheorien zwischen 1880 und 1920. Eine Einführung. Darmstadt: WBG 1997.
- Weinzierl, Ulrich: Hofmannsthal - Skizzen zu seinem Bild. Wien: Zsolnay Verlag 2005.
- Junk, Anke: Andreas oder Die Vereinigten' von Hugo von Hofmannsthal : eine kulturpsychoanalytische Untersuchung. Hannover: Impr. Henner Junk 2015.
- Klaus Bohnenkamp (Hrg.): Briefwechsel mit Marie von Thurn und Taxis-Hohenlohe 1903-1929 / Hugo von Hofmannsthal. Freiburg:  Rombach-Verl. 2016.

## Literatura
- Utwory Hugo von Hofmannsthala w serwisie Wolne Lektury